# Kroměřížská Ulice
Kroměřížská Ulice (německy Kremsierergasse) je bývalé předměstí v Hulíně v okrese Kroměříž. Pod názvem Hulín, předm. Kroměřížská ul. se do roku 1900 také jednalo o samostatné katastrální území.

## Historie
Předměstí Kroměřížská Ulice vzniklo severozápadně od vlastního Hulína, od něhož jej odděloval mlýnský náhon, později ve 20. století zaniklý (vedoucí přibližně v trase dnešních ulic Sušilovy a Čechovy). Jádro vsi tvořila oboustranná ulicová zástavba podél cesty do Kroměříže (nynější Kroměřížská ulice) a její prodloužení severovýchodním směrem (současná Komenského ulice), která byla z převážné části zastavěna jen na severní uliční čáře, neboť jižní fronta byla ovlivněna meandrujícím náhonem. Před první třetinou 19. století vznikla také starší zástavba dnešních ulic Vrchlického a Palackého a mladší řada domkářských obydlí (ulice Poděbradova). V průběhu 20. století probíhal stavební rozvoj jednak na západní straně města, v okolí Poděbradovy ulice, jednak na severovýchodě, v prodloužení ulice Komenského.
Samostatné katastrální území Kroměřížská Ulice bylo zrušeno v roce 1900 a jeho plocha byla přičleněna ke katastru Hulína.

## Pamětihodnosti
- boží muka
- kaple svaté Anny

## Galerie

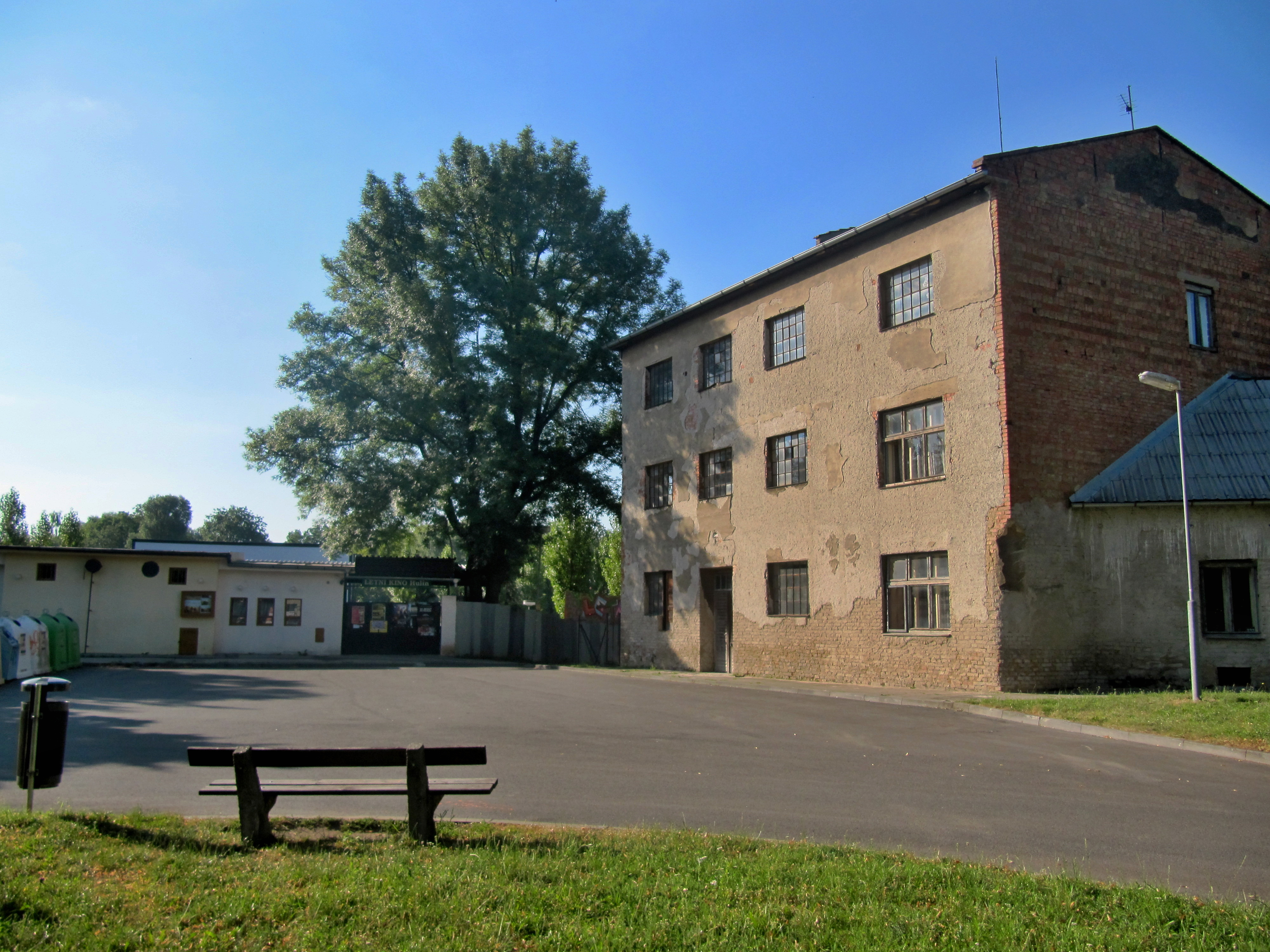
Bývalý Petrův mlýn na východě předměstí
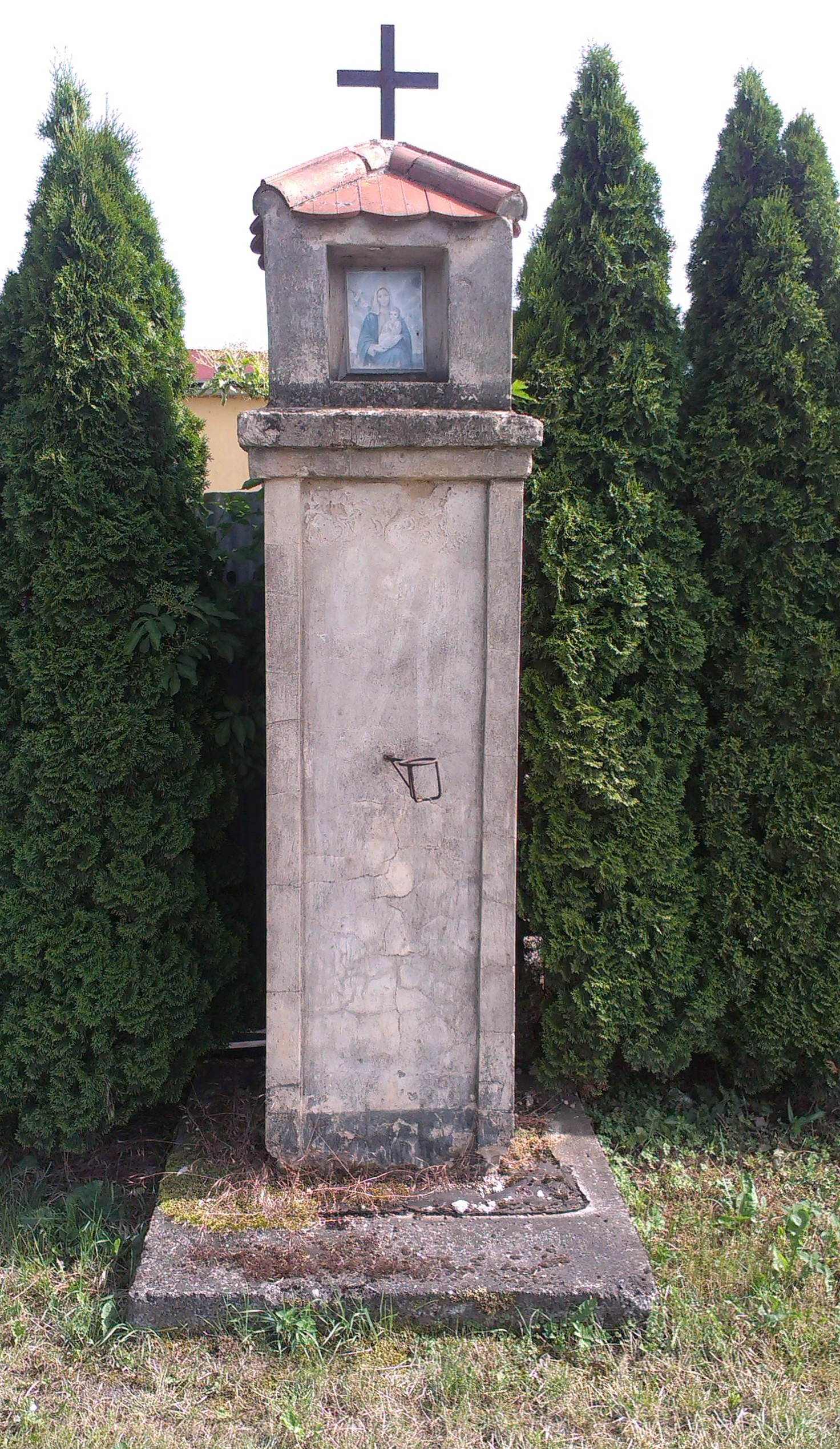
Boží muka u silnice na Kroměříž
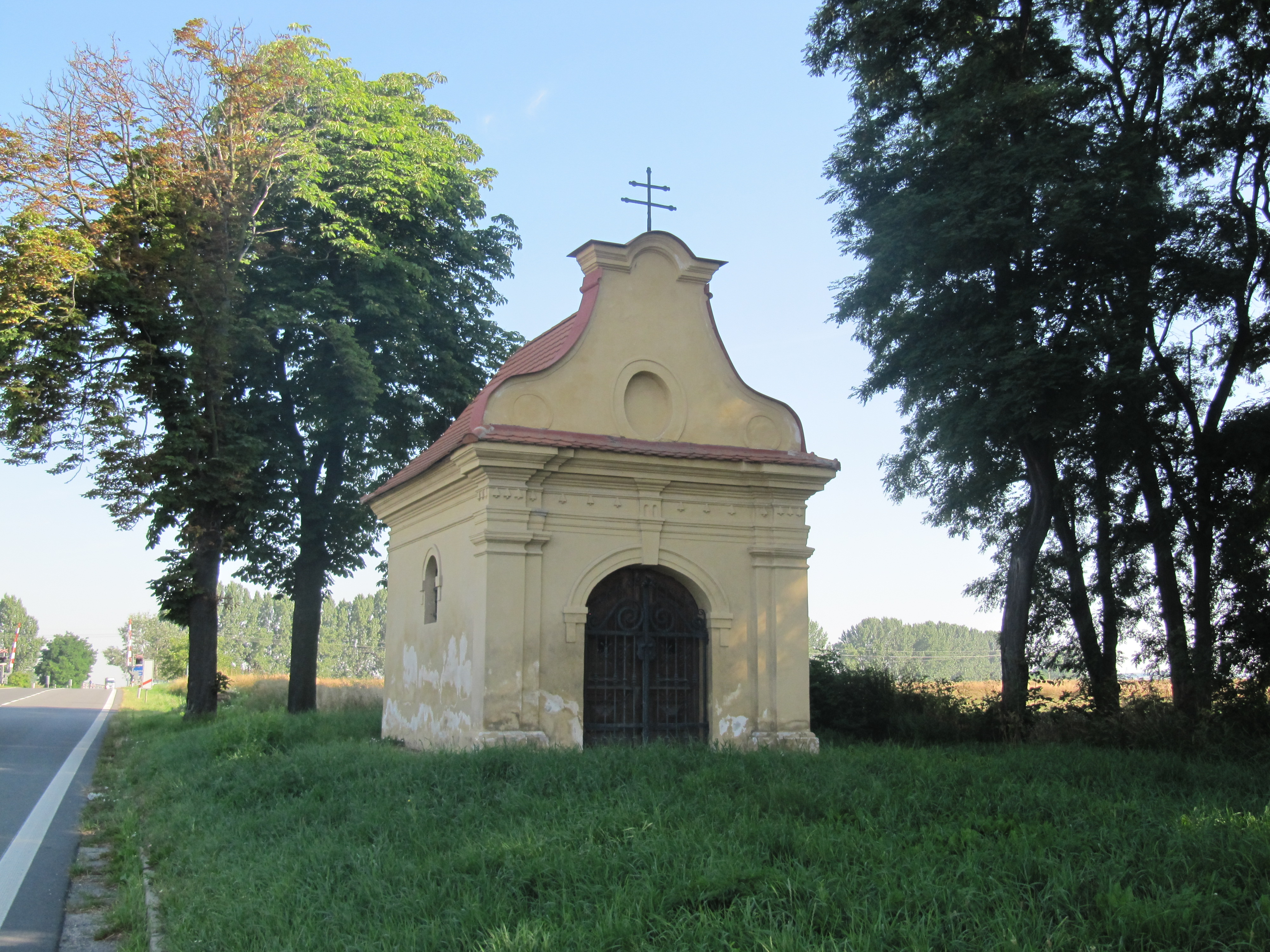
Kaple svaté Anny při cestě na Přerov